# Les Papas du dimanche
Pour plus de détails, voir Fiche technique et Distribution.
Les Papas du dimanche est un film dramatique français réalisé par Louis Becker, sorti le 25 janvier 2012.
Il s'agit d'une adaptation du roman éponyme de François d'Épenoux, publié en 2005.

## Synopsis
Après l'infidélité de sa femme, Antoine, père de 3 enfants, quitte le foyer conjugal et se réfugie chez son frère. Il devient un « papa du dimanche », de ceux qui ne voient leurs enfants que quelques jours par semaine, un week-end sur deux, jonglant avec les jours de garde, son travail et son divorce.

## Fiche technique
- Titre original : Les Papas du dimanche
- Réalisation : Louis Becker
- Scénario : Louis Becker, Olivier Torres, François d'Epenoux, Jacques Pibarot, Cécile Boisrond d'après le roman éponyme de François d'Épenoux
- Photographie : Stephan Massis
- Montage : Franck Nakache, Lorraine Sourdille
- Musique : Nathaniel Mechaly

Chanson : Pauline Croze
- Décors : Thérèse Ripaud
- Costumes : Madeline Fontaine
- Son : Jacques Pibarot, Matthieu Deniau, Christophe Vingtrinier
- Production : Louis Becker (ICE3)
- Pays d'origine :  France
- Genre : drame
- Dates de sortie : 
  -  France 25 janvier 2012
- G (tout publics)

## Distribution
- Thierry Neuvic : Antoine
- Hélène Fillières : Jeanne
- Olivier Baroux : Léo
- Marilyne Canto : Léa
- Amandine Chauveau : Karine
- Lucie Loue : Laure
- Nicolas Guillot : Pierre-Emmanuel
- Renan Carteaux : Martin
- Hélène Coulon : la mère d’Antoine
- Sandra Trillat : Juliette
- Olivier Suire Verley : Jean-Paul
- Élodie Frenck : Isabelle
- Émilie Marsh : La serveuse
- Guillaume Ferrand : Le serveur
- Sacha Bourdo : Le vendeur de sapin Michka
- Julie Meunier : Le secrétaire
- Thierry Lhermitte : Morgan
- Sophie Fougère : Clémence
- François d'Epenoux : Thomas
- Yannig Samot : Cyril
- Pascal Simon : Le patron du café
- Emmanuel Vieilly : Le commerçant du café
- Corinne Pougnaud : Le juge
- Thomas Blanchet : Ami de Jeanne
- Pierre Renverseau : Homme Archi
- Armelle Lecoeur : La vendeuse de gaufres
- Christophe Sardain : L’huissier
- Boris Vernov : Igor
- Bernard Bolzinger : L’homme du manège

Enfants
- Nina Rodriguez : Alice
- Nicolas Rompteaux : Vincent
- Araùna Bernheim-Dennery : Nine
- Lodoïs Simonneau : Benjamin